# HIVEP2

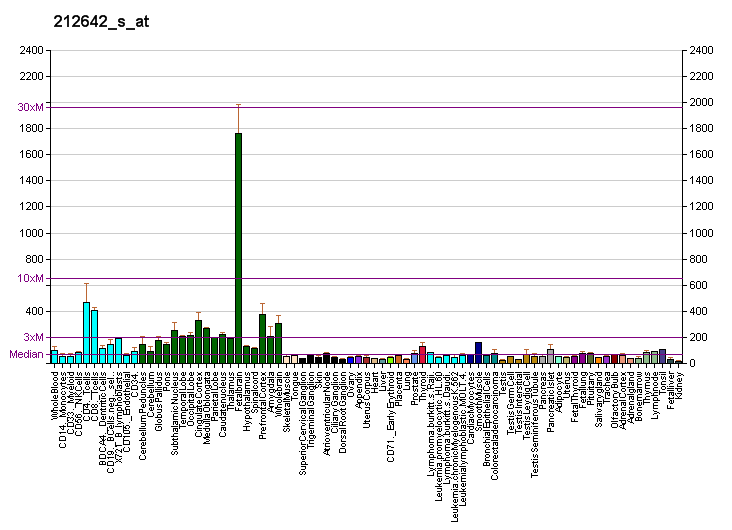
Patrón de expresión génica del gen HIVEP2.

El factor de transcripción HIVEP2 es una proteína que en humanos está codificada por el gen HIVEP2 .

## Función
Los miembros de la familia ZAS, como ZAS2 (HIVEP2), son proteínas grandes que contienen un dominio ZAS, una estructura de proteína modular que consta de un par de dedos de zinc C2H2 con una región rica en ácido y una secuencia rica en serina/treonina. Estas proteínas se unen a secuencias de ADN específicas, incluido el motivo kappa-B (GGGACTTTCC), en las regiones promotoras y potenciadoras de varios genes y virus, incluido el virus de la inmunodeficiencia humana (VIH). Los genes ZAS abarcan más de 150 kb y contienen al menos 10 exones, uno de los cuales mide más de 5,5 kb.